# Olympische Sommerspiele 1984/Leichtathletik – Stabhochsprung (Männer)

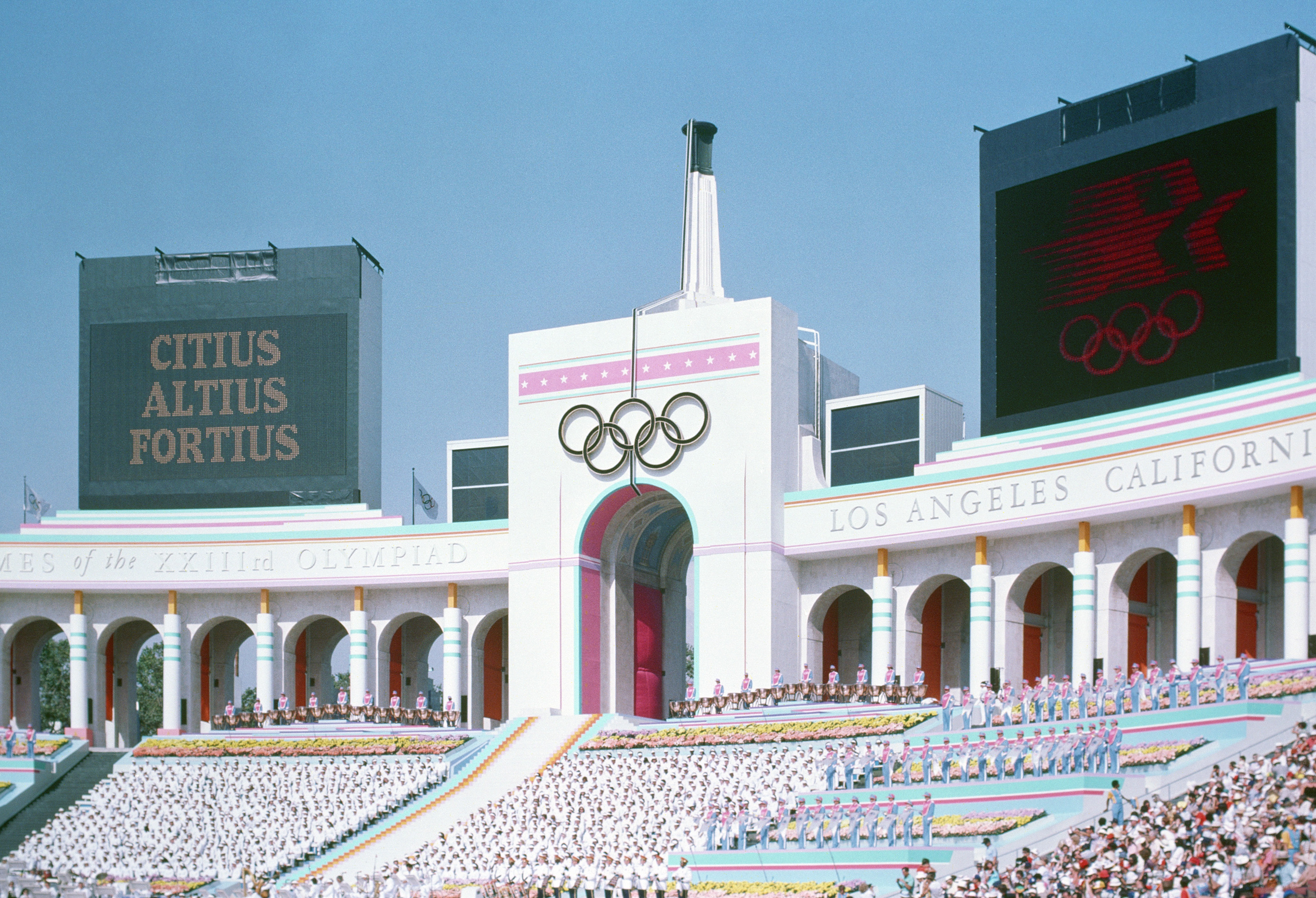
Blick auf des Eingangstor des Los Angeles Memorial Coliseum

Der Stabhochsprung der Männer bei den Olympischen Spielen 1984 in Los Angeles wurde am 6. und 8. August 1984 im Los Angeles Memorial Coliseum ausgetragen. Neunzehn Athleten nahmen teil.
Olympiasieger wurde der Franzose Pierre Quinon, der vor dem US-Amerikaner Mike Tully gewann. Bronze wurde zweimal vergeben: an Earl Bell aus den USA und Thierry Vigneron aus Frankreich.
Der Schweizer Felix Böhni erreichte das Finale und belegte dort Rang sieben.
Springer aus der Bundesrepublik Deutschland, Österreich und Liechtenstein nahmen nicht teil. Athleten aus der DDR waren wegen des Olympiaboykotts ebenfalls nicht dabei.

## Aktuelle Titelträger
| Olympiasieger 1980                      | Władysław Kozakiewicz ( Polen)    | 5,78 m | Moskau 1980   |
| Weltmeister 1983                        | Serhij Bubka ( Sowjetunion)       | 5,70 m | Helsinki 1983 |
| Europameister 1982                      | Alexander Krupski ( Sowjetunion)  | 5,60 m | Athen 1982    |
| Panamerikanischer Meister 1983          | Mike Tully ( USA)                 | 5,45 m | Caracas 1983  |
| Zentralamerika und Karibik-Meister 1983 | Edgardo Rivera ( Puerto Rico)     | 5,20 m | Havanna 1983  |
| Südamerika-Meister 1983                 | Fernando Hoces ( Chile)           | 4,70 m | Santa Fe 1983 |
| Asienmeister 1983                       | Zhang Chen ( Volksrepublik China) | 5,00 m | Kuwait 1983   |
| Afrikameister 1982                      | Loué Legbo ( Elfenbeinküste)      | 4,00 m | Kairo 1982    |

## Bestehende Rekorde
| Weltrekord         | 5,90 m | Serhij Bubka ( Sowjetunion)    | London, Großbritannien                          | 13. Juli 1984 |
| Olympischer Rekord | 5,78 m | Władysław Kozakiewicz ( Polen) | Finale von Moskau, Sowjetunion (heute Russland) | 30. Juli 1980 |

Der bestehende olympische Rekord wurde bei diesen Spielen nicht erreicht. Die größte Höhe erreichte Olympiasieger Pierre Quinon mit 5,75 m, womit er drei Zentimeter unter dem Olympia- und fünfzehn Zentimeter unter dem Weltrekord blieb.
Kurze Übersicht zur Bedeutung der Symbolik – so üblicherweise auch in sonstigen Veröffentlichungen verwendet:
| – | verzichtet   |
| o | übersprungen |
| x | ungültig     |

## Qualifikation
Datum: 6. August 1984
Für die Qualifikation wurden die Athleten in zwei Gruppen gelost. Die Qualifikationshöhe für den direkten Finaleinzug betrug 5,45 m. Nur vier Springer bewältigten diese Marke, Allerdings zeichnete sich bereits nach Abschluss der Versuche über 5,35 m ab, dass diese Höhe zur Finalteilnahme ausreichen würde, denn nur neun Wettbewerber hatten diese Höhe übersprungen. Um auf die Mindestzahl von zwölf Finalteilnehmern zu kommen, wurde das Finalfeld mit den nächstbesten Springern beider Gruppen aufgefüllt. Die Mehr- und vor allem Fehlversuchsregel kam dabei nicht zur Anwendung, sodass alle fünf Athleten, die 5,30 m zu Buche stehen hatten, das Finale erreichten. Die direkt qualifizierten Athleten sind hellblau, die weiteren Finalteilnehmer hellgrün unterlegt.

### Gruppe A
| Platz | Name             | Nation     | 5,10 m | 5,20 m | 5,30 m | 5,35 m | 5,40 m | 5,45 m | Höhe   |
| ----- | ---------------- | ---------- | ------ | ------ | ------ | ------ | ------ | ------ | ------ |
| 1     | Earl Bell        | USA        | –      | –      | –      | o      | –      | o      | 5,45 m |
| 1     | Mike Tully       | USA        | –      | –      | –      | o      | –      | o      | 5,45 m |
| 1     | Thierry Vigneron | Frankreich | –      | –      | –      | o      | –      | o      | 5,45 m |
| 4     | Alberto Ruiz     | Spanien    | xo     | –      | xo     | –      | xo     | xxo    | 5,45 m |
| 5     | Pierre Quinon    | Frankreich | –      | –      | xo     | –      | o      | -      | 5,40 m |
| 6     | Felix Böhni      | Schweiz    | –      | –      | o      | –      | xxo    | xxx    | 5,40 m |
| 7     | Tomás Hintnaus   | Brasilien  | –      | –      | –      | o      | –      | xxx    | 5,35 m |
| 8     | Serge Ferreira   | Frankreich | –      | –      | o      | –      | xxx    |        | 5,30 m |
| 8     | Douglas Lytle    | USA        | –      | –      | o      | xxx    |        |        | 5,30 m |
| NM    | Miro Zalar       | Schweden   | –      | –      | xxx    |        |        |        | ogV    |

### Gruppe B
| Platz | Name             | Nation                       | 5,10 m | 5,20 m | 5,30 m | 5,35 m | 5,40 m | 5,45 m | Höhe   |
| ----- | ---------------- | ---------------------------- | ------ | ------ | ------ | ------ | ------ | ------ | ------ |
| 1     | Kimmo Pallonen   | Finnland                     | –      | o      | o      | xo     | xo     | –      | 5,40 m |
| 2     | Mauro Barella    | Italien                      | o      | o      | xo     | xxo    | –      | –      | 5,35 m |
| 3     | Jeff Gutteridge  | Großbritannien               | o      | –      | o      | xxx    |        |        | 5,30 m |
| 4     | Weimin Yang      | Volksrepublik China          | o      | o      | o      | –      | xxx    |        | 5,30 m |
| 5     | Tomomi Takahashi | Japan                        | o      | –      | xxo    | –      | xxx    |        | 5,30 m |
| 6     | John Morrisette  | Amerikanische Jungferninseln | o      | o      | x-     | xx     |        |        | 5,20 m |
| 7     | Keith Stock      | Großbritannien               | xo     | xo     | xxx    |        |        |        | 5,20 m |
| 8     | Zebiao Ji        | Volksrepublik China          | xo     | xxx    |        |        |        |        | 5,10 m |
| 9     | Edgardo Rivera   | Puerto Rico                  | xxo    | –      | x-     | xx     |        |        | 5,10 m |

## Finale
Datum: 8. August 1984
| Platz | Name             | Nation              | 5,10 m | 5,20 m | 5,30 m | 5,40 m | 5,45 m | 5,50 m | 5,55 m | 5,60 m | 5,65 m | 5,70 m | 5,75 m | 5,80 m | Endresultat |
| ----- | ---------------- | ------------------- | ------ | ------ | ------ | ------ | ------ | ------ | ------ | ------ | ------ | ------ | ------ | ------ | ----------- |
| 1     | Pierre Quinon    | Frankreich          | –      | –      | –      | –      | xo     | –      | –      | –      | x-     | o      | o      | xxx    | 5,75 m      |
| 2     | Mike Tully       | USA                 | –      | –      | –      | –      | o      | –      | o      | –      | xxo    | –      | –      | xxx    | 5,65 m      |
| 3     | Earl Bell        | USA                 | –      | –      | –      | o      | –      | o      | –      | o      | –      | xxx    |        |        | 5,60 m      |
| 3     | Thierry Vigneron | Frankreich          | –      | –      | –      | o      | –      | –      | –      | o      | –      | xxx    |        |        | 5,60 m      |
| 5     | Kimmo Pallonen   | Finnland            | –      | –      | xo     | –      | xo     | –      | xxx    |        |        |        |        |        | 5,45 m      |
| 6     | Douglas Lytle    | USA                 | –      | –      | –      | o      | –      | xxx    |        |        |        |        |        |        | 5,40 m      |
| 7     | Felix Böhni      | Schweiz             | –      | –      | o      | –      | –      | xxx    |        |        |        |        |        |        | 5,30 m      |
| 8     | Mauro Barella    | Italien             | xxo    | –      | xxo    | xxx    |        |        |        |        |        |        |        |        | 5,30 m      |
| 9     | Alberto Ruiz     | Spanien             | –      | o      | –      | xxx    |        |        |        |        |        |        |        |        | 5,20 m      |
| 10    | Weimin Yang      | Volksrepublik China | xo     | xxx    |        |        |        |        |        |        |        |        |        |        | 5,10 m      |
| 11    | Jeff Gutteridge  | Großbritannien      | xxo    | xxx    |        |        |        |        |        |        |        |        |        |        | 5,10 m      |
| NM    | Serge Ferreira   | Frankreich          | –      | –      | xxx    |        |        |        |        |        |        |        |        |        | ogV         |
| NM    | Tomás Hintnaus   | Brasilien           | –      | –      | –      | xxx    |        |        |        |        |        |        |        |        | ogV         |
| NM    | Tomomi Takahashi | Japan               | xxx    |        |        |        |        |        |        |        |        |        |        |        | ogV         |

Für das Finale hatten sich vierzehn Springer qualifiziert, von denen lediglich vier die eigentlich geforderte Qualifikationshöhe erreicht hatten. Alle drei angetretenen US-Amerikaner und Franzosen waren weitergekommen. Hinzu kamen jeweils ein Springer aus Finnland, Italien, der Schweiz, Spanien, China, Brasilien, Japan und Großbritannien.
Bedingt durch den Olympiaboykott konnte der Weltrekordler und amtierende Weltmeister Serhij Bubka, der hier ganz eindeutig Favorit gewesen wäre, nicht antreten. So hatten vor allem zwei US-Springer und zwei Franzosen die besten Aussichten auf die olympischen Medaillen: Mike Tully und Earl Bell aus den USA sowie Pierre Quinon und Thierry Vigneron aus Frankreich.
Bei 5,50 m befanden sich noch sieben Springer im Wettkampf. Neben den vier Favoriten waren dies der Schweizer Felix Böhni, der Finne Kimmo Pallonen und der US-Springer Douglas Lytle. Sowohl Böhni als auch Lytle scheiterten hier. Quinon, Tully, Vigneron und Pallonen ließen die Höhe aus, Bell überquerte die Latte gleich im ersten Versuch. Die nächste Höhe von 5,55 m wurde von Quinon, Bell und Vigneron ausgelassen. Tully benötigte nur einen Versuch, Pallonen scheiterte und schied damit aus.
5,60 m schafften Bell und Vigneron gleich im ersten Versuch, Tully und Quinon ließen die Höhe aus. 5,65 m wurden wiederum von Bell und Vigneron ausgelassen. Quinon hatte einen Fehlversuch und nahm die beiden übrigen Versuche mit in die nächste Höhe. Tully überquerte die Latte im dritten Versuch. Quinon schaffte 5,70 m im ersten Versuch, Tully ließ die Höhe aus, Earl Bell und Thierry Vigneron scheiterten. Sie teilten sich aufgrund der Fehlversuchsregel die Bronzemedaille, obwohl Bell einen Versuch mehr als Vigneron hatte – er hatte 5,50 m im ersten Sprung bewältigt, während Vigneron hier ausgelassen hatte. Die Mehrversuchsregel kam hier nicht zur Anwendung.
Die nächste Höhe von 5,75 m wurde von Tully ausgelassen. Quinon überquerte die Latte gleich im ersten Versuch. Bei 5,80 m scheiterten beide drei Mal. Pierre Quinon wurde damit Olympiasieger, Mike Tully errang Silber mit 5,65 m.
Pierre Quinon errang den ersten offiziellen Olympiasieg für Frankreich im Stabhochsprung. Bei den Olympischen Zwischenspielen 1906 in Athen hatte sein Landsmann Fernand Gonder diese Disziplin gewonnen.

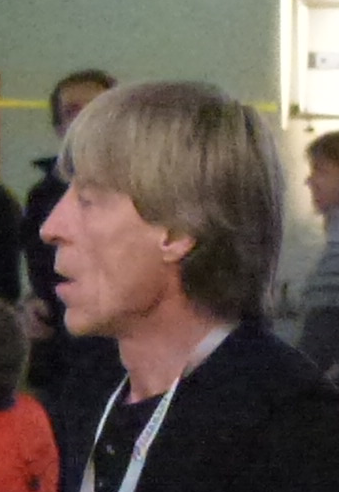
Thierry Vigneron (hier im Jahr 2012) gewann eine von zwei hier vergebenen Bronzemedaillen
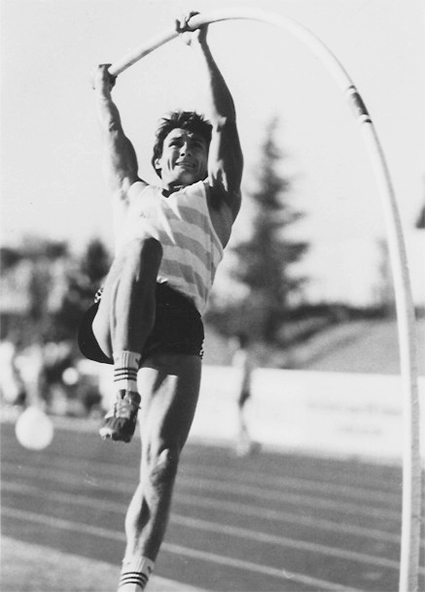
Serge Feirrera blieb im Finale ohne gültigen Versuch

## Videolinks
- Olympics - 1984 Los Angeles - Track & Field - Mens Pole Vault - USA Mike Tully imasportsphile, youtube.com, abgerufen am 11. November 2021
- Olympics - 1984 Los Angeles - Track & Field - Mens Pole Vault - USA Earl Bell & FRA Thierry Vigneron, youtube.com, abgerufen am 12. Januar 2018
- Olympics - 1984 Los Angeles - Track & FIeld - Mens Pole Vault - USA Doug Lytle imasportsphile, youtube.com, abgerufen am 11. November 2021